# Пінарехо
Пінарехо (ісп. Pinarejo) — муніципалітет в Іспанії, у складі автономної спільноти Кастилія-Ла-Манча, у провінції Куенка. Населення — 306 осіб (2010).
Муніципалітет розташований на відстані близько 140 км на південний схід від Мадрида, 55 км на південний захід від Куенки.

## Демографія
Динаміка населення (INE ):